# Medimno
Der Medimno, auch mit Medamno bezeichnet, war ein Getreidemaß auf der Insel Zypern.
- 1 Medimno = 3678 Pariser Kubikzoll = 75,095 Liter (75,0974 Liter[1])

Der attische Medimnos entsprach 48 choinikes oder 6 römischen Modii und damit etwa 52,8 Liter.